# Никитское (Воловский район)
Никитское — село в Воловском районе Тульской области России.
В рамках административно-территориального устройства является центром Никитского сельского округа Воловского района, в рамках организации местного самоуправления входит в Двориковское сельское поселение.

## География
Расположено на реке Непрядва, в 10 км к востоку от районного центра, посёлка городского типа Волово, в 81 км к юго-востоку от областного центра, г. Тулы. 

## Население
| 2002 | 2010 |
| ---- | ---- |
| 320  | ↗332 |